# Сичівка (Вишгородський район)
Сичі́вка — село в Україні, у Вишгородського району Київської області. Населення становить 126 осіб.